# Васьяновы
Васьяновы — древний русский дворянский род.
Потомство Абросима Алексеевича Васьянова, который служил в детях боярских по Новгороду-Северску и пожалован (1682 и 1690) за службы деда и отца поместьями в Рыльском и Кромском уездах. Определением Герольдии (30 июля 1842)  род Васьяновых признан в древнем дворянстве и записан в VI часть родословной книги Курской губернии. Копии с Высочайшие утверждённого герба выдан (07 апреля 1880) действительному статскому советнику Ивану Васильевичу Васьянову.
Абросим Алексеевич владел населённым имением (1699).

## Описание герба
В червлёном щите золотой медведь идущий на задних лапах вправо, с чёрными глазами и языком. В золотой кайме щита четыре зелёных трилистника и четыре червлёных полумесяца вверх, расположенных попеременно.
Щит увенчан дворянским коронованным шлемом. Нашлемник: возникающий золотой медведь вправо, с чёрными глазами и языком. Намёт: червлёный с золотом.
Герб Васьянова внесён в Часть 13 Общего гербовника дворянских родов Всероссийской империи, стр. 34.

## Известные представители рода
- Иван Васильевич Васьянов (1819—1894) — в течение 21 года был рыльским уездным предводителем дворянства, председатель рыльской земской управы. Учился на историко-филологическом факультете Московского университета вместе с Михаилом Катковым, Фёдором Буслаевым, Юрием Самариным, Дмитрием Каменским, Дмитрием Кодзоковым[3]; автор публицистических статей в «Русском вестнике»[4].